# New-Horizon-Klasse
Die Autotransporter der New-Horizon-Klasse werden von der norwegischen Reederei Höegh Autoliners betrieben. Mit einer Kapazität von 8500 PKW wiesen sie bis 2024 den höchsten Wert für Schiffe ihrer Art in diesem Größensegment auf.

## Einzelheiten

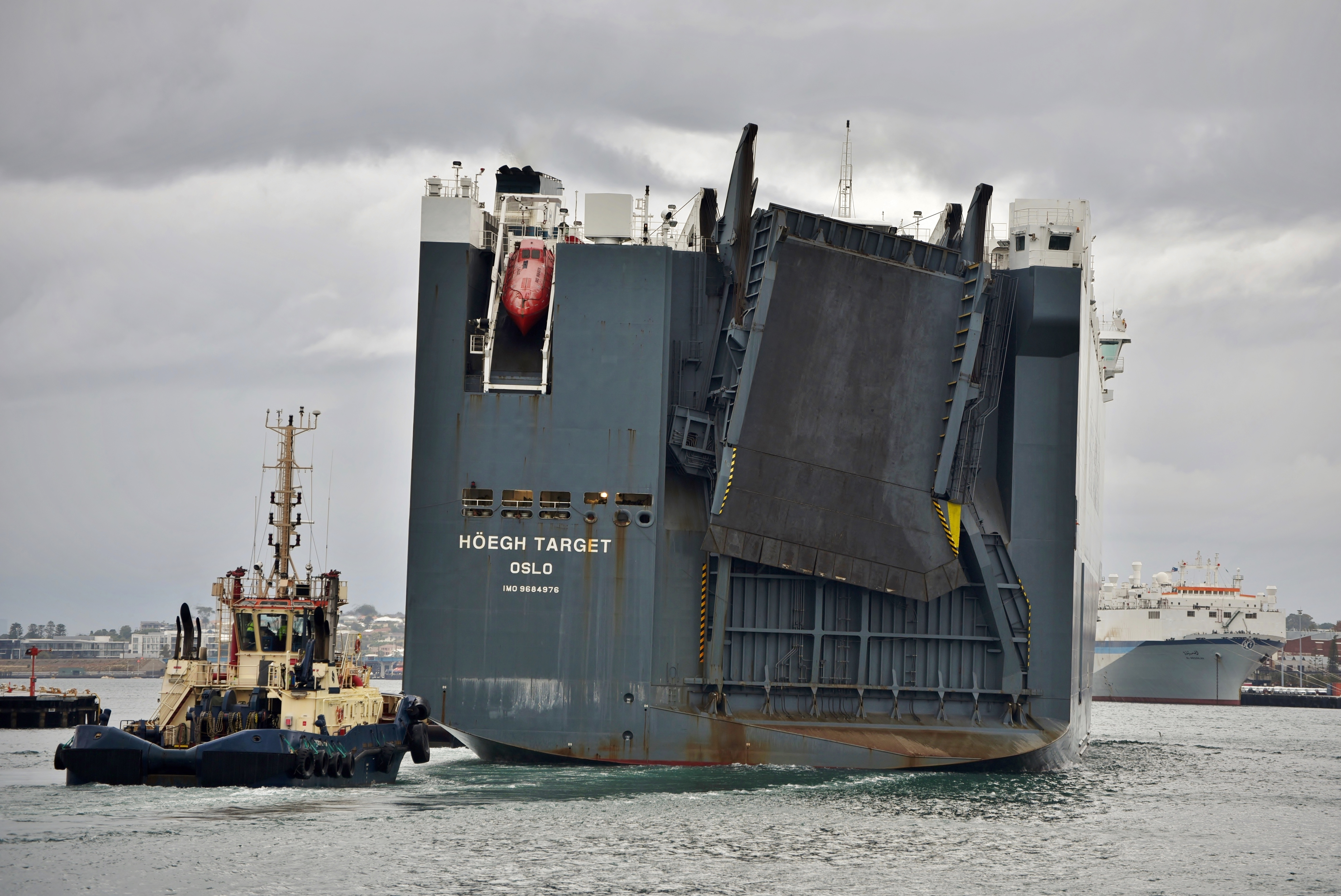
Heck der Höegh Target

Der Entwurf der RoRo-Schiffe entstand bei dem finnischen Schiffbauingenieurbüro Deltamarin im Auftrag der chinesischen Bauwerft Xiamen Shipbuilding Industry. Die Autotransporter wurden im Januar 2013 in Xiamen in Auftrag gegeben und dort ab 2013 in einer Serie von sechs Schiffen gebaut. Das Typschiff Höegh Target wurde am 1. Juli 2015 in Fahrt gesetzt. Bis zum Dezember 2016 folgten weitere fünf Schiffe der Baureihe.
Die Einheiten sind als „Pure Car and Truck Carrier“ (PCTC) ausgelegt und werden hauptsächlich Kraftfahrzeuge als Ladung  befördern. Auf den neun Decks werden aber auch zahlreiche andere rollende Güter sowie Spezialladungen aller Art transportiert.
Der Antrieb besteht aus einem Zweitakt-Dieselmotor des Typs MAN B&W 6S60ME-C, die elektrische Versorgung der Schiffe besteht aus jeweils zwei Wellengeneratoren und drei Viertakt-Dieselmotoren des Typs MAN 9L21/31. Der Notgenerator ist ein Cummins QSM11. Die An- und Ablegemanöver werden durch einen Bugstrahler unterstützt.

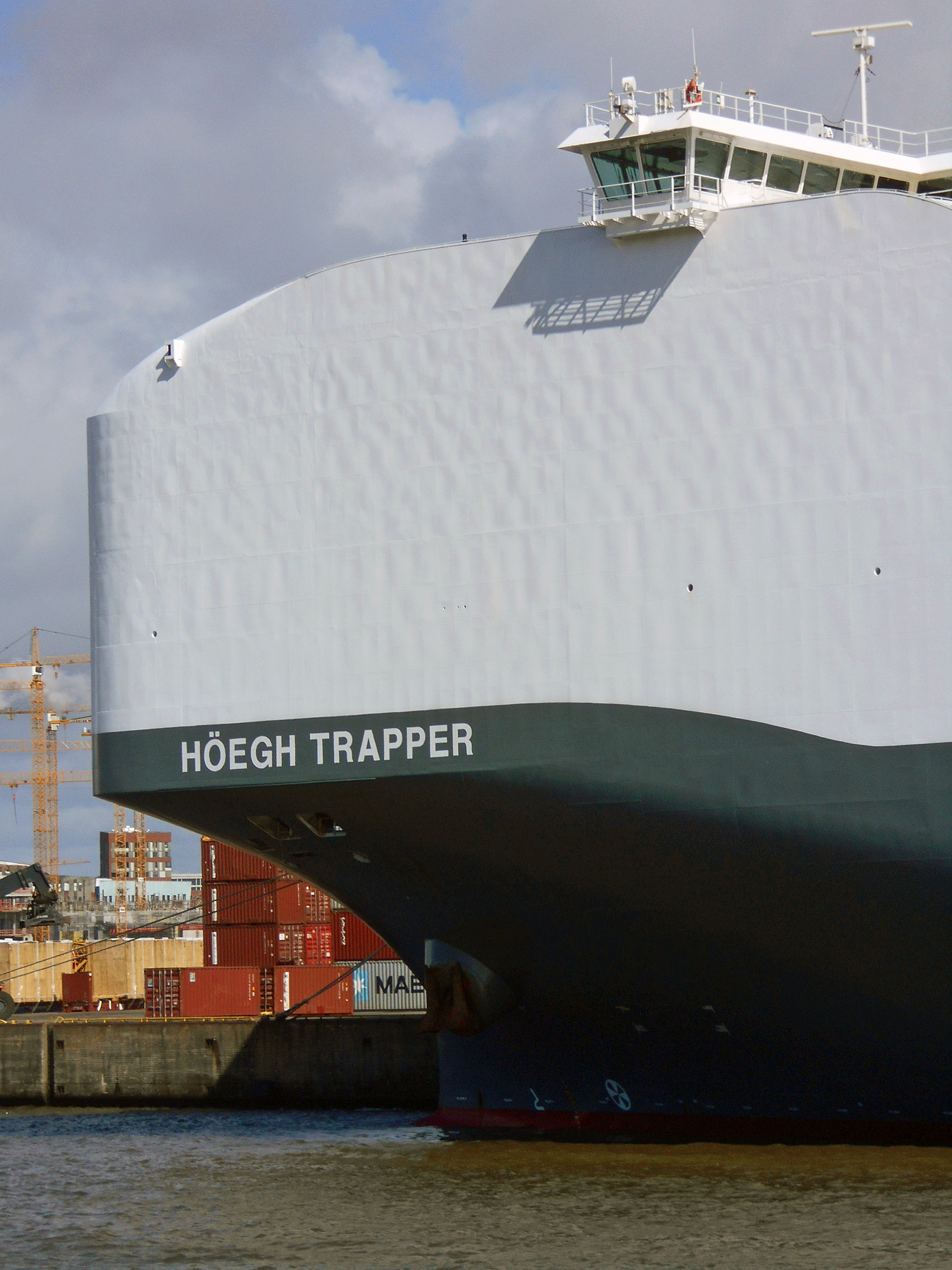
Ausladendes Vorschiff der Höegh Trapper

## Die Schiffe (Auswahl)
| New-Horizon-Klasse | New-Horizon-Klasse | New-Horizon-Klasse | New-Horizon-Klasse | New-Horizon-Klasse         |
| Bauname            | Bau- nummer        | IMO- Nummer        | Ablieferung        | Spätere Namen und Verbleib |
| ------------------ | ------------------ | ------------------ | ------------------ | -------------------------- |
| Höegh Target       | XSI462A            | 9684976            | 1. Juli 2015       | so in Fahrt                |
| Höegh Trigger      | XSI462B            | 9684988            | 17. November 2015  | so in Fahrt                |
| Höegh Tracer       | XSI462C            | 9684990            | 2. März 2016       | so in Fahrt                |
| Höegh Trapper      | XSI462D            | 9706918            | Juni 2016          | so in Fahrt                |
| Höegh Traveller    | XSI462E            | 9710737            | September 2016     | so in Fahrt                |
| Höegh Trotter      | XSI462F            | 9710749            | Dezember 2016      | so in Fahrt                |
| Daten: Equasis     |                    |                    |                    |                            |